# 远大科技集团有限公司
远大科技集团有限公司（简称：远大集团）为一家总部位于中国湖南省长沙市集团公司。主要生产经营溴化锂直燃机中央空调及其配套产品，节能产品、空气净化设备等。远大科技集团有限公司龙头企业远大空调设备有限公司，始于1988年6月5日以3万元于湖南郴州注册的采暖设备企业， 1992年迁址长沙，开始生产大型中央空调主机设备。2001年11月22日，远大生产的5台500万大卡直燃机组销往马来西亚，成为公司最大一笔国际买单；2002年纳税额成为内地民营企业大户；2010上海世博会250个场馆全采用远大空调。到目前为止，远大产品覆盖70多个国家。

## 子公司
- 远大空调设备有限公司（全资子公司）
- 远大空品科技有限公司（全资子公司）
- 远大能源利用有限公司（全资子公司）
- 远大可建科技有限公司（全资子公司）
- 远大铃木住房设备有限公司（合资公司）